# Вестманланд (округ)
Округ Вестманланд (швед. Västmanlands län) је округ у Шведској, у средишњем делу државе. Седиште округа је град Вестерос.
Округ је основан 1634. године.

## Положај округа
Округ Вестманланд се налази у средишњем делу Шведске. Њега окружују:
- са севера: Округ Даларна,
- са истока: Округ Упсала,
- са југа: Округ Седерманланд,
- са запада: Округ Еребру.

## Природне одлике
Рељеф: У округу Вестманланд преовлађују нижа подручја. Југоисточну половину округа чини равничарско до благо заталасано подручје до 100 метара надморске висине. Северозападна половина округа је брдска, до 300 м н.в.
Клима: У округу Вестманланд влада Континентална клима.
Воде: Вестманланд је унутаркопнени округ у Шведској. Међутим, у оквиру округа постоји низ ледничких језера, од којих је највеће Меларен, треће по величини у Шведској. Најважнија река је река Колбексон.

## Историја
Подручје данашњег округа покрива источну половину историјске области Вестманланд.
Данашњи округ основан је 1634. године.

## Становништво
По подацима 2011. године у округу Вестманланд живело је преко 250 хиљада становника. Последњих година број становника расте.
Густина насељености у округу је преко 40 становника/км², што је осетно више од државног просека (23 ст./км²).

## Општине и градови
Округ Вестманланд има 10 општина. Општине су:
| - Арбога - Вестерос - Кунгсер - Норберг - Сала | - Скинскатеберг - Сурахамар - Ћепинг - Фагерста - Халстахамар |

Градови (тачније „урбана подручја") са више од 10.000 становника: 
- Вестерос - 111.000 становника.
- Ћепинг - 18.000 становника.
- Сала - 12.000 становника.
- Фагерста - 11.000 становника.
- Халстахамар - 10.000 становника.
- Арбога - 10.000 становника.